# Apollóniosz Rhodiosz

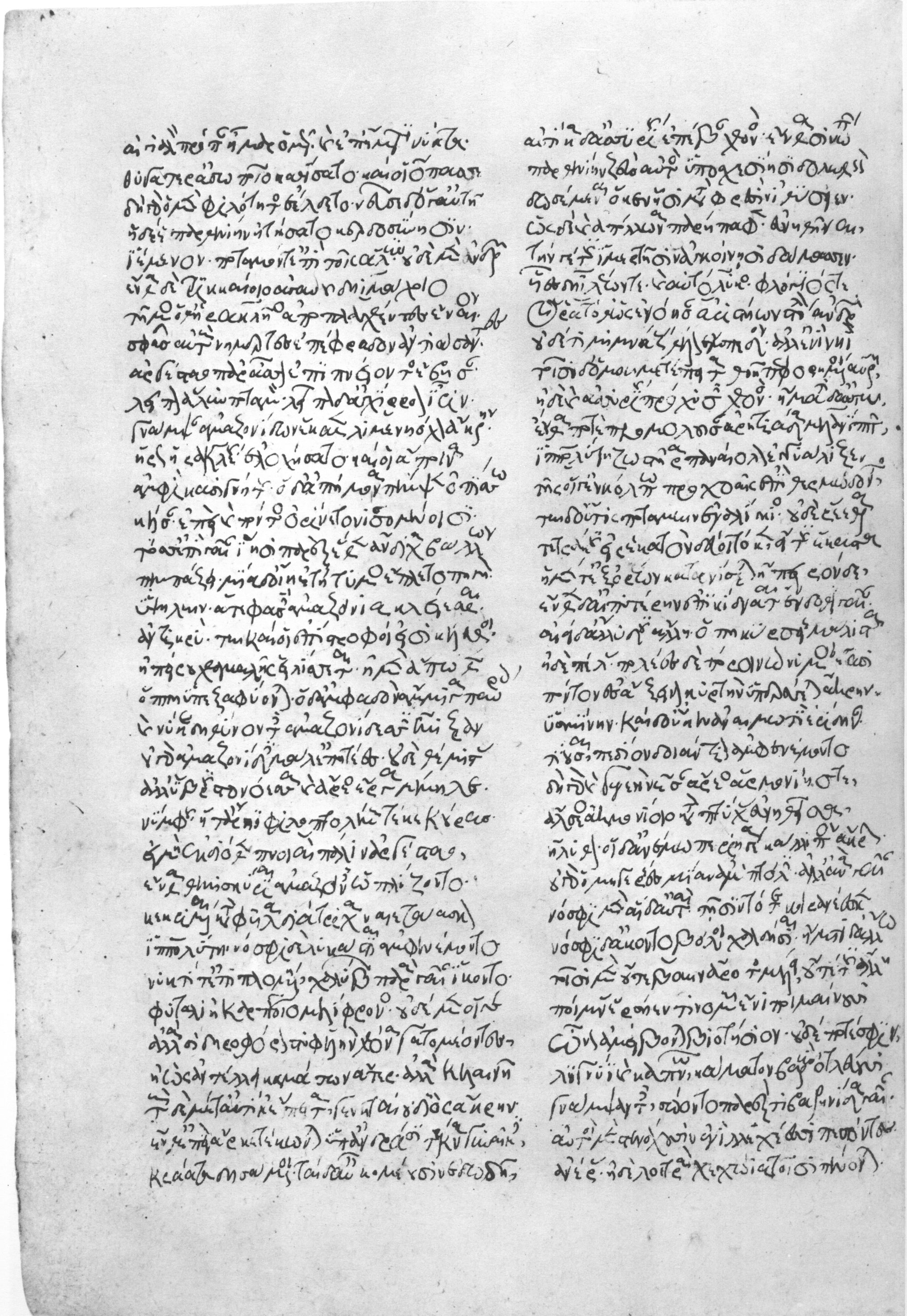
Apollóniosz Rhodiosz, Argonauták (részlete) az 1280-ban írt kéziratban, Biblioteca Medicea Laurenziana, Firenze

Apollóniosz Rhodiosz (Alexandria, i. e. 295 – Rodosz, i. e. 215) Kr. e. 3. századi hellenisztikus eposzköltő. Fő műve a teljesen fennmaradt 
Argonautika, mely Jászon és az aranygyapjúért induló többi hős történetét meséli el. Kimutatható hatást 
gyakorolt Valerius Flaccus Argonautica című eposzára.

## Élete és műve
Nagyon keveset tudunk az életéről. Valószínűleg Kr.e. 293 körül született és a század második felében
halt meg, valamikor 215 körül. Kallimakhosz tanítványa volt az alexandriai könyvtárban. A hagyomány 
szerint azonban mesterével összekülönbözött annak stíluseszménye miatt. Míg ugyanis Kallimakhosz a 
hellenisztikus kiseposzt, az epülliont kedvelte, addig Apolloniosz visszatért a homéroszi nagyeposzok 
hagyományához. Az irodalmi hagyomány azt is tudni véli, hogy Apollóniosz megbukott Alexandriában eposza első változatával. Ezt követően Apollóniosz Rodoszra költözött valamikor 246 táján.
Rodosz szigete egyike volt azon kevés államnak, amely meg tudta őrizni függetlenségét a nagy hellenisztikus
birodalmak között. Kiemelkedő szerepét a földközi tengeri kereskedelemben jelzi, hogy a rómaiak is átvették a
tengeri utazás során keletkezett kár megosztásáról szóló rodoszi joggyakorlatot Lex Rhodia de iactu mercium 
néven. Az élénk tengeri kapcsolatok a görög diaszpóra között kimutatható hatást gyakorolt az eposzban ábrázolt
helyszínekre. A hazafelé tartó útvonalon ugyanis a főhősök csoportja a Fekete-tenger partvidékéről "a Dunán, a Pón és a Rhône-on (!) keresztül eléri a Földközi-tengert".
Maga az eposz hexameterekben íródott, és négy könyvre osztva meséli el Jászon és társai történetét, a homéroszi eposzok nagyságához viszonyítva feleakkora terjedelemben. Maga az eredeti történet már az Odüsszeiában is megjelenik utalás szintjén. Kapitánffy István szerint az eredeti történet az évszázadok alatt kiegészült újabb szereplőkkel és epizódokkal, Apollodórosz pedig a saját korában elterjedt szövegváltozatot rögzítette, nem pedig a hellenisztikus költők tudálékos módján gyűjtötte ki a legrejtettebb helyi mítoszokat. Hellenisztikus vonás viszont az egyes epizódok realisztikus ábrázolása, valamint a szereplők, különösen Médeia lelkivilágának a bemutatása.
Falus Róbert a Világirodalmi Lexikonban tipikus hellenisztikus műnek tartja, mely elvész a részletekben. Az utóbbi időben azonban kezdik átértékelni az eposzt, önálló, egységes szerkezetű alkotásnak tartva azt.

## Magyar fordítás
- Apollóniosz Rhodiosz: Argonautika. (Ford:Tordai Éva) Corvina Kiadó Kft. ISBN 9789631365436, Budapest, 2018
- Szabó István: Aranygyapjas vitézek vagy Apollonios Rhodios Argonauticonja, Bpest, 1877.
- Kálovics Adorján Ferenc: Valerius Flaccus és Apollonios Rhodios Argonauticája, 1918.

## Online elérhető részletek
- Lémnoszi nők: http://www.kalligramoz.eu/Kalligram/Archivum/2017/januar/eposzreszlet-Tordai-Eva-forditasa
- Argonautika, II. 1030 -1230: http://real-j.mtak.hu/8626/2/Okor_2016_2_nezokepes_vegso.pdf
- Görög költők antológiája: http://mek.oszk.hu/07000/07081/07081.pdf